# Имперское министерство почты

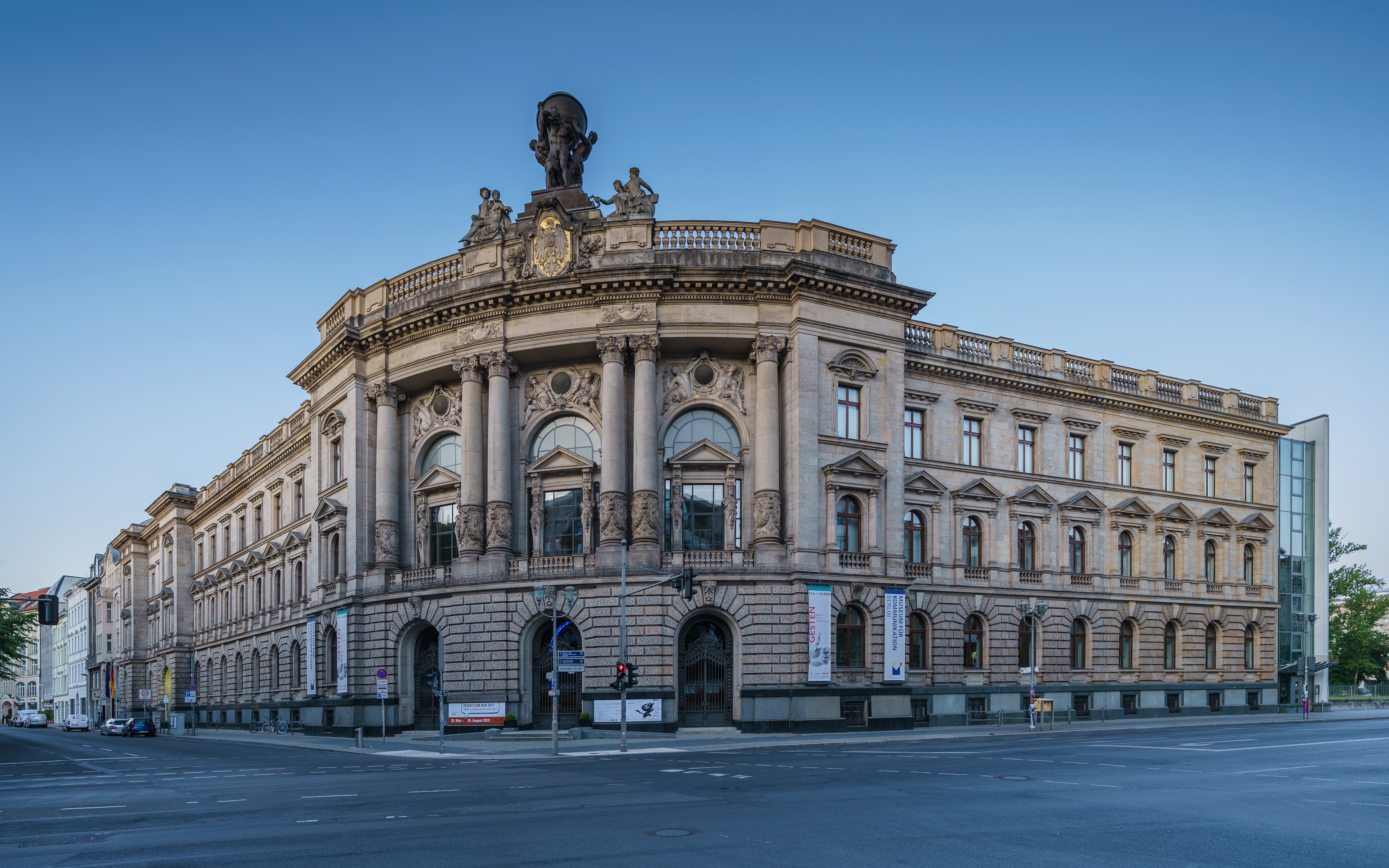
Здание Имперского министерства почты в Берлине на Лейпцигской улице

Имперское министерство почты (нем. Reichspostministerium, сокращённо RPM) — одно из имперских министерств в 1919-1945 гг.

## История
До 1937 года фактически было объединенно с Имперским министерством путей сообщения.

## Основные отделы министерства
- Центральный отдел
- Заграница и колонии
- Восточный отдел
- I отдел. Почтовая служба
- II отдел. Телефонная связь
- III отдел. Телеграфы
- VI отдел. Отдел кадров
- V отдел. Бухгалтерия

## Руководители министерства
- 1 июня 1932 — 2 февраля 1937: Пауль Эльц-Рюбенах
- 2 февраля 1937 — 1 мая 1945: Вильгельм Онезорге
- 1 — 23 мая 1945: Юлиус Дорпмюллер

## Статс-секретари
- 1921—1926: Ганс Бредов
- 1923—1933: Карл Зауттер
- 1926—1932: Эрнст Файерабенд
- 1932—1933: Август Крукков
- 1933—1937: Вильгельм Онезорге
- 1937—1945: Якоб Нагель